# 手塚莉絵
手塚 莉絵（てづか りえ、1973年4月27日 - ）は、日本の元AV女優。

## 人物
1992年にデビューした。
趣味：ショッピング、食器鑑賞
スポーツ：スキー、水泳
特技：茶道

## 作品

### アダルトビデオ
1992年
- ビデオマガジン Beppin 33（11月20日、英知出版）※イメージビデオ
- 美セイント（11月22日、宇宙企画）※AVデビュー作
- そっとKiss-Me.（12月18日、VIP）
- ピンクの蕾ちゃん（12月27日、宇宙企画）

1993年
- 天使の誘惑（1月21日、新東宝）
- 華やかな獣（1月29日、VIP）
- 100万$のFUCK（2月21日、宇宙企画）
- 花嫁はTバックがお好き（3月13日、ステラ）
- 淫乱デビュー そっと握らせて（3月23日、笠倉出版社）
- 強烈（3月28日、宇宙企画）
- 絶頂ドール 淫乱デビュー2（4月9日、笠倉出版社）
- 出血大制服 16（4月16日、VIP）
- 抱きしめたい'93（4月30日、新東宝）
- お尻からツンツン（5月23日、メディアステーション）
- なまで感じたい（5月31日、VIP）
- たまにはしゃぶりつきたい 12（6月19日、ステラ）
- 特殊欲情'93（6月26日、新東宝）
- 女体解剖ドキュメント（7月16日、VIP）
- 制服スナイパー 4（7月31日、新東宝）
- 極楽（8月15日、メディアステーション）
- いいことしたいの（8月31日、VIP）＊「出血大制服 16」を再編集したもの
- 平成かぐや姫伝説 ベストコレクション（9月4日、新東宝）＊オムニバス作品 全4名
- 快楽のスイッチ イケないボタンを連射攻撃（9月10日、アリスJAPAN）
- 女教師狩り（9月22日、マックス・エー）
- 手塚莉絵の足は夜開く（10月8日、アリスJAPAN）
- 制服スナイパーDX オールスターコレクション 手塚莉絵・樹まり子・田村香織・沢口梨々子（10月23日、新東宝）全4名
- 義姉（10月29日、マックス・エー）
- 平成マドンナ100選 1（11月5日、笠倉出版社 AJV74-48）全25名
- あなたのアレに首ったけ（11月26日、アリスJAPAN）
- エロティカ気分 手塚莉絵・沢田ゆう紀（11月29日、エイトマン）
- 連続fuck～初めての4P（12月1日、オー・ケイ出版社）
- ブルマー丸かじり（12月12日、h.m.p）
- びしょ濡れボンテージFUCK（12月31日、アリスJAPAN）

1994年
- 口内10連発スペシャル 4（1月5日、笠倉出版社）全10名
- AVギャル列伝 5（1月9日、笠倉出版社）全17名
- アダルトスター裏事情（1月14日、マックス・エー）
- 美顔隷嬢 2（1月28日、アリスJAPAN）
- ある女子大生お手伝いさんの性態（2月6日、ミス・クリスティーヌ）
- がんじがらめ 2（2月11日、アリスJAPAN）
- 口内けいれん 淫らな舌使い お口にいっぱい（3月1日、オー・ケイ出版社）全4名
- 喉まで濡らして（3月10日、h.m.p）
- あそこからフェロモン（3月11日、アリスJAPAN）
- ダブルファイナル 性力増強!! お下劣クリニック 手塚莉絵・田村香織（5月28日、新東宝）
- 挑発の天使（9月、テー・ピー・エス）
- 120人の美女 AV秘蔵コレクション Part2（12月15日、笠倉出版社）全30名
- 淫らな誘惑（アイデアル）
- 莉絵のおみだらFUCK（ブルボン）

1995年
- おしゃぶりゴックン 21 工藤ひとみ・手塚莉絵・沢口梨々子 ほか（2月11日、オー・ケイ出版社）＊オムニバス作品 全21名
- ファイナルプリンセス（アラベスク ARA-07）

1996年
- ザ・レイプ 3（9月2日、笠倉出版社 CAV36-37）全10名

2000年
- Allure 2000 vol.6（5月26日、メディアバンク）全8名
- コスプレDX 制服の女神たち（9月27日、シャイ企画）全8名
- DIGITAL REMASTARING（12月22日、ロイヤルアート）※「花嫁はTバックがお好き」「たまにはしゃぶりつきたい」を収録

2001年
- エッチな看護婦さんスペシャル 五十嵐こずえ・松下英美・田村香織 他（2月28日、エイトマン）全6名
- AV30人祭（12月14日、笠倉出版社）全30名

2003年
- ノーカット バリューパック!! 手塚莉絵（9月19日、アリスJAPAN）※「あなたのアレに首っつたけ」「快楽のスイッチ」「手塚莉絵の足は夜ひらく」を収録
- ノーカット バリューパック!! 手塚莉絵 2（10月24日、アリスJAPAN）※「びしょ濡れボンテージFuck」「あそこからフェロモン」「がんじがらめ 2」を収録

2004年
- 宇宙企画Classic（3月12日、宇宙企画）＊「美セイント」「ピンクの蕾ちゃん」「100万$のFUCK」を収録

2007年以降
- 手塚莉絵 Memories（2007年9月28日、ロイヤルアート）
- Legend Special 66 手塚莉絵（2012年2月17日、エー・エス・ジェイ）＊「挑発の天使」「花嫁はTバックがお好き」「たまにはしゃぶりつきたい 12」を収録
- Legend special 94 手塚莉絵（2015年9月18日、エー・エス・ジェイ）＊「天使の誘惑」「抱きしめたい'93」「特殊欲情'93」「制服スナイパー 4」を収録

発売日不明
- DON'T ASK ME 手塚莉絵・可愛静果（ナンバーワンコーポレーション NOV-005）

### オリジナルビデオ
- AV大病院 白衣の下はスッポンポン（1993年7月5日、マクザム）監督:大沼栄太郎 [4]

## 書籍

### 写真集
- EMOTION（1993年1月20日、撮影：丸山裕、英知出版）
- 10CARATS STORIES PART 2（1993年7月5日、撮影：木村智哉、英知出版）全10名
- THE SPARK GIRLS（1993年10月30日、ベストセラーズ）全31名
- 宇宙GIRL あの宇宙企画が放つ究極美少女SEXY写真集 西田舞 美里真理 手塚梨絵 小松実幸 北原志穂 ほか 全8名（1993年11月25日、メディアックス）

### 雑誌
- URECCO 1993年1月号、6月号（ミリオン出版）
- Girl Friends 1993年5月号（若生出版）
- アップル通信 1993年5月号、6月号（三和出版）
- ベストビデオ 1993年10月号（三和出版）